# Kingdom of Heaven
Kingdom of Heaven (El reino de los cielos en España y Cruzada en Hispanoamérica) es una película épica escrita por William Monahan y dirigida por Ridley Scott. Estrenada el 6 de mayo de 2005, la cinta trata sobre las cruzadas en el siglo XII, específicamente en el llamado sitio de Jerusalén de 1187.
La mayor parte del rodaje fue realizado en Marruecos, donde Ridley Scott había rodado anteriormente Gladiator y Black Hawk Down, y en distintos monumentos de ciudades españolas como Huesca (Castillo de Loarre), Palma del Río, Valsaín, Ávila y Sevilla.

## Argumento
En 1184, en una pequeña villa de Francia, reside un herrero llamado Balián (Orlando Bloom), el cual no puede olvidar los recuerdos de su esposa, quien recientemente se había suicidado a consecuencia de la muerte de su hijo. Un grupo de cruzados llega a la villa y Balián conoce a su verdadero padre, el barón Godofredo de Ibelín (Liam Neeson), que va hacia Jerusalén para participar en la defensa del Reino de Jerusalén, asediado por los musulmanes del sultán Salah ad-Din, más conocido como «Saladino».
Godofredo le ofrece a Balián que parta junto a él, pero este rehúsa ir con su padre. Luego descubre que el cuerpo de su esposa fue decapitado antes de ser enterrado (una práctica común para quienes se suicidaban) por orden del hermano de su padre, el sacerdote, el cual además está usando una cruz tomada del cuerpo de su esposa. Enfurecido, Balián lo asesina y decide seguir a su recién conocido padre en su regreso a Tierra Santa, con la esperanza de conseguir la redención para él y para su esposa.
El hermano de Godofredo decide enviar a sus hombres para acabar con él y así heredar sus posesiones. En la lucha que se sucede, Godofredo resulta mortalmente herido y fallece antes de poder llegar a Tierra Santa, no sin antes legar a su hijo sus tierras y su título. Balián se dedica a reconstruir y mejorar sus recién adquiridas posesiones, hasta que cierto día recibe la visita de la reina Sibila de Jerusalén (Eva Green), la cual le conmina a viajar a Jerusalén. Ya en la capital se reúne con Tiberias (Jeremy Irons); este le revela que están teniendo problemas con los templarios de Reinaldo de Châtillon (Brendan Gleeson), los cuales provocan enfrentamientos con los musulmanes con el objetivo de ir a la guerra contra los sarracenos. El principal instigador de estos conflictos es Guy de Lusignan (Marton Csokas), marido de Sibila y aspirante al trono.
Balián se entrevista con el rey Balduino IV de Jerusalén (Edward Norton), conocido como «El rey leproso», un hombre sabio y prudente que quiere mantener la paz con los sarracenos, sabedor de la debilidad del reino.
Balián regresa a Ibelín, donde retoma su pacífica vida dedicada a administrar su señorío. Vuelve a recibir la visita de la reina Sibila, viviendo ambos un romance. Al mismo tiempo, Guy y los templarios de Reinaldo atacan una caravana de comerciantes musulmanes para provocar la guerra con los sarracenos. En represalia, Saladino (Ghassan Massoud) penetra con sus ejércitos en territorio de Jerusalén, lo que obliga al rey Balduino a partir con el suyo para confrontarlo. Saladino pone asedio sobre el Kerak, donde Sibila y Reinaldo se refugian mientras Balián contiene a su caballería para permitir que los campesinos se pongan a resguardo en la fortaleza. Balduino llega con su ejército y ambos gobernantes pactan; Saladino se retira a cambio de la promesa de Balduino de castigar a Reinaldo. El rey ordena apresar a Reinaldo a la vez que, admirando el honor y los actos de Balián, decide convocarle a Jerusalén. Debido a que se está muriendo, el rey Balduino y Tiberias le ofrecen tomar en matrimonio a la reina Sibila y que de esta manera se convierta en el nuevo protector del reino. Balián rehúsa, provocando el enfado de Sibila y de Tiberias. 
El rey Balduino fallece finalmente debido a la lepra. Tras las exequias por el difunto rey, asciende al trono el hijo de Sibila, el pequeño Balduino V. Sibila pacta con Guy pues sabe que necesita el respaldo de sus ejércitos para asegurar el trono de su hijo; Guy accede, a la vez que ordena la liberación de Reinaldo, decididos a iniciar los hostilidades contra los sarracenos. Sin embargo, Sibila descubre que el pequeño rey padece la misma enfermedad que su hermano. Convencida de evitarle un destino similar, Sibila acaba con la vida de su hijo y es coronada como Reina de Jerusalén; acto seguido, decide traspasarle la corona a Guy.
Guy y Reinaldo provocan la guerra con Saladino atacando una caravana de peregrinos y tomando cautiva a una de sus hermanas. Saladino envía emisarios a Jerusalén, a lo que Guy responde declarando guerra abierta a los sarracenos. Guy convoca al ejército dispuesto a iniciar una invasión sobre el territorio de Saladino; Balián acude a advertir de la temeridad de su propósito, pero Guy le ignora, mientras que Tiberias decide marcharse al entender que los cristianos parten hacia una batalla perdida. La imprudencia de Guy y Reinaldo provoca que su ejército quede diezmado por el calor y la falta de agua en su camino. Los sarracenos, más numerosos y en mejor estado, masacran al ejército cruzado en la Batalla de los Cuernos de Hattin. Guy y Reinaldo son tomados prisioneros por Saladino; este ofrece su copa a Guy como símbolo de misericordia, pero no así a Reinaldo. Tras beber de la copa sin que se le hubiera ofrecido, Saladino decapita personalmente a Reinaldo.
Balián, como caballero de mayor rango, queda a cargo de Jerusalén junto al Patriarca con la responsabilidad de afrontar el inminente asalto de los musulmanes y sabiendo que apenas cuenta con hombres para defender la ciudad. Ante la falta de caballeros, Balián decide nombrar como tales a todos los hombres defensores de la ciudad, proclamando que no es la nobleza lo que hace a un caballero, sino sus actos. Saladino lleva a sus 50.000 soldados ante las murallas, sometiendo a la ciudad a un brutal asedio que los defensores consiguen repeler a duras penas. Una parte de la pared, que estaba minada, es derrumbada. Los cruzados no logran expulsar a las tropas de Saladino fuera de la brecha, pero al mismo tiempo, los musulmanes, aunque muy superiores en número, no consiguen penetrar en la ciudad. Mientras tanto, la reina Sibila, consciente de las consecuencias que han derivado de sus actos, decide actuar como enfermera para los soldados heridos ocultando su verdadera identidad. Admirando la labor de Balián, y para evitar perder más hombres, Saladino concierta una entrevista; permitirá el libre tránsito a los cristianos y no autorizará ningún saqueo a cambio de la entrega de la ciudad, a lo que Balián accede. Con ello, finalizan los tiempos de la Jerusalén cristiana.
Los cristianos comienzan a evacuar la ciudad a la vez que los musulmanes se hacen con el control de Jerusalén. Cuando se preparaba para marcharse, Balián se reencuentra con Guy que, humillado y resentido, reta a Balián a un duelo que este gana. Preparado para asestar el golpe final, Balián decide perdonarle la vida y se marcha tras exclamar a un arrodillado Guy: «Cuando volváis a levantaros, hacedlo como caballero».
Balián regresa a su hogar en Francia, ahora ya en paz consigo mismo, uniéndose a él la propia Sibila. Cierto día recibe la visita de un misterioso hombre el cual afirma que acuden a Tierra Santa y que buscan al «defensor de Jerusalén», a lo que Balián afirma que él es simplemente el herrero, resultando ser el misterioso sujeto Ricardo Corazón de León, el rey de Inglaterra.

## Personajes
Muchos de los personajes de la película son versiones de personajes históricos:
- Orlando Bloom como Balián de Ibelín.
- Eva Green como Sibila de Jerusalén.
- Jeremy Irons como Tiberias (versión de Raimundo III de Trípoli).
- David Thewlis como Caballero de la Orden Hospitalaria.
- Brendan Gleeson como Reinaldo de Châtillon.
- Marton Csokas como Guido de Lusignan.
- Liam Neeson como Godfrey (Godofredo) de Ibelin (padre de Balián, basado en Godofredo de Bouillón; el verdadero padre de Balian era Barisán de Ibelín).
- Edward Norton como Balduino IV de Jerusalén.
- Ghassan Massoud como Salah ad-Din.
- Khaled El Nabawy como Mulá.
- Alexander Siddig como Imad al-Din.
- Ulrich Thomsen como Gérard de Ridefort.
- Jon Finch como Patriarca Heraclio de Jerusalén (basado en Heraclio de Auvernia).
- Iain Glen como Ricardo I de Inglaterra.
- Velibor Topic como Almaric.
- Kevin McKidd como Inglés.
- Jouko Ahola como Odo.
- Michael Sheen como Cura.
- Nikolaj Coster-Waldau como Comisario de la Villa.

## Licencias artísticas
Como película épica se basa parcialmente en hechos reales, que son empleados a su vez como marco para la trama argumental. Deben perdonarse pues algunas incorrecciones, como son, entre otras, las de atribuir la condición de Caballeros Templarios a Guy de Lusignan y Reinaldo de Châtillon. Estos dos caballeros franceses no ostentaban tal condición, llegando a confundir la personalidad belicosa del primero con la del Gran Maestre de los Templarios de aquella época, Gérard de Ridefort.
También es ficticia la relación de Balián de Ibelín con la princesa Sibila de Jerusalén, pues Balián de Ibelín ya tenía una familia. Por otra parte, Balián pertenecía a una prominente familia del reino y era nacido en Tierra Santa, y no en Francia como aparece en la película. Otra incorrección importante es que Balián sí que combatió en la batalla de los Cuernos de Hattin en 1187 (la cual supuso la práctica expulsión de los francos del Reino de Jerusalén), siendo uno de los pocos que lograron escapar. Su papel de jefe de la defensa de Jerusalén no se debió, por tanto, a su decisión de no unirse al ejército del reino, comandado por Guido, sino a que después de la batalla solicitó a Saladino poder entrar en la ciudad sitiada para rescatar a su mujer (que estaba dentro), aceptando a cambio la condición de no participar en la defensa de la ciudad. Una vez dentro, le pidieron que encabezara la defensa de la ciudad; ante lo cual Balián pidió permiso a Saladino, quien se lo concedió. También es verdad que Balián de Ibelín rindió la ciudad a Saladino, para evitar la masacre. Después, Balián de Ibelín marchó de regreso a Francia.
Existen otras licencias o errores históricos como cuando en el puerto de Mesina y más tarde en Jerusalén, se ven soldados con escudos y banderas de Castilla y León cuartelados con dos castillos y dos leones, como si ambos reinos se encontraran unidos; algo imposible, pues en ese momento León y Castilla eran dos reinos totalmente distintos, con reyes diferentes: Alfonso IX de León y Alfonso VIII de Castilla, que incluso se enfrentaron en cruentas guerras en los mismos años en los que la película discurre.
Otros personajes históricos que aparecen en la película son Raimundo III de Trípoli, Heraclio de Auvernia, Imad al-Din, Balduino IV de Jerusalén y Ricardo I de Inglaterra. El personaje ficticio de Godofredo de Ibelín se basa vagamente en Godofredo de Bouillón; aunque el verdadero padre de Balián de Ibelín fue Barisán de Ibelín.

## Comentarios adicionales
El rodaje del principio de la película fue realizado en los exteriores del Castillo de Loarre (Huesca), en el cual transcurren unos 15 minutos de la película. Varias escenas también fueron rodadas en el Palacio de Portocarrero (Palma del Río, Córdoba), y en el área recreativa de Boca del Asno (Valsain, Segovia). Esta última localización, se corresponde con la lucha entre Godofredo y sus caballeros por defender a Balian de la justicia (véase la piedra con forma de media luna que se ve de fondo, al otro lado del río, característica del lugar). 
El filme es conocido en Hispanoamérica como Cruzada, pues la historia transcurre en la época de estas guerras y sucede principalmente en Jerusalén y Kerak.
El corte final fue de 144 minutos. Cosechó una crítica negativa debido a que muchas de las partes narradas se entrelazaban de forma repentina, creando cierta confusión en el desenlace de los acontecimientos. Poco tiempo después, se comercializó la versión denominada "corte del director" ("director's cut"), con una duración de 194 minutos, en la que se añadieron escenas que la dotaron de un mayor argumento y lograron una historia más clara y creíble.

## Edición del director
La Edición del director contiene 50 minutos más de película. Es la visión de Ridley Scott, la cual no pudo ser exhibida en los cines ya que los estudios 20th Century Fox querían una cinta de solo 2 horas de duración; esta nueva versión se caracteriza por una mayor coherencia argumental y por cerrar todos los cabos sueltos de los que adoleció la versión estrenada en cines, y por los cuales fue criticada.

## Ediciones en DVD y Bluray
Existen tres ediciones de esta película en formato DVD y dos en Blu-ray, las cuales son: 
1. Edición simple (1 DVD): Película de 144 minutos, Guía del Peregrino.
2. Edición doble (2 DVD): Película de 144 minutos, Guía del Peregrino, producción.
3. Edición del director (4 DVD): Película de 194 minutos, dividida en 2 discos; los 2 discos restantes incluyen el contenido especial dividido en: preproducción, producción y posproducción.

1. Edición "Directory Cut (1 Bluray) Edición de 194 minutos lanzada en noviembre de 2006. Incluye la versión extendida con 50 minutos adicionales a la versión estrenada en cines.

1. Ultimate Edition Edición lanzada en octubre de 2014. Está versión incluye tres cortes diferentes. Un nuevo códec de compresión fue utilizado para esta versión.